# 鲁比·拉冯
鲁比·拉冯（英語：Ruby Laffoon，1869年1月15日—1941年3月1日）是一位来自美国肯塔基州的政治家，曾于1931至1935年担任该州第43任州长。拉冯在17岁那年搬到首都华盛顿哥伦比亚特区与自己的叔叔，联邦众议员波尔克·拉冯生活，然后在对政治产生兴趣后回到肯塔基州，参加了多次县和州级别公职的竞选。1931年，他经提名大会成为民主党州长候选人，由于1903年后州长候选人绝大多数都是经初选选出，因此拉冯也就成为其中仅有的例外。接下来他在普选中轻取共和党对手威廉··哈里森（William B. Harrison），领先幅度之大创下了肯塔基州州长选举历史上的新纪录。
前共和党州长埃德温·P·莫罗称拉冯是“从麦迪逊维尔来的那个可怕的土耳其人”:165。拉冯任职时肯塔基州正处在经济大萧条的泥潭。为增加州财政收入，他主张新增消费税。这不但是拉冯担任州长期间的一个主要议题，而且还导致肯塔基州民主党以及拉冯领导的行政部门出现分裂。包括副州长A·B·“哈皮”·钱德勒在内的多名官员都反对这一税收，法案在肯塔基州议会的两次常规立法会议和一次特别召开的立法会议上都遭到否决，之后拉冯设法与共和党组成同盟，令税法在1934年召开的特别立法会议上得以通过。
拉冯和副州长钱德勒之间的仇隙不但持续到任期结束，还影响了1935年的州长选举。拉冯因州宪法的限制而不能寻求连任，因此他选择支持政治老板汤姆·雷亚继任，说服民主党人再次举行提名大会来选择州长候选人，此举将大幅提高他钦点人选的胜算。之后拉冯前往哥伦比亚特区期间，钱德勒根据州宪法的规定代理州长职务，他下令召开特别立法会议，讨论一项强制要求举行初选的法案。得知这一消息的拉冯匆忙从首都赶回肯塔基州宣布这一命令无效，但州上诉法院认为特别立法会议召集令合宪，强制初选的法律也随即通过。钱德勒在初选中击败了雷亚，后又在普选中胜出而继任州长职位。拉冯在州长任期结束后返回故乡麦迪逊维尔，于1941年因中风去世。他在任期间授予的肯塔基上校荣誉称号数量创下了新的纪录，获得者中最为知名的就是以“上校”之名开设肯德基连锁快餐店的哈兰德·桑德斯。

## 早年生活
鲁比·拉冯于1869年1月15日出生在肯塔基州麦迪逊维尔的一间原木小屋:362，他的父亲叫小约翰· 布莱索·拉冯（John Bledsoe Laffoon, Jr.），母亲叫玛莎·亨丽埃塔·拉冯（Martha Henrietta Laffoon），娘家姓厄尔（Earle），鲁比是两人的第三个孩子，也是唯一的儿子:2-3。据拉冯的传记作者弗农·吉普森（Vernon Gipson）记载，鲁比的双亲没有想好给孩子起什么名字，所以起初的好几年里直接称呼他“巴德”（Bud）:3。拉冯儿时经常光顾一家杂货店，店主叫约翰·埃德温·鲁比（John Edwin Ruby），拉冯就选择了直接用他的名字来作为自己的名字:4。
拉冯家族主要以务农为生，不过在政治也有所涉足:2。鲁比的爷爷老约翰·布莱索·拉冯（John Bledsoe Laffoon, Sr.）于1815年从南卡罗莱纳州迁居肯塔基州，之后曾担任过一届肯塔基州众议员:2。鲁比的父亲小约翰曾在霍普金斯縣担任过多年的副警长，还曾担任过一届县估税员:2。鲁比的叔叔波尔克·拉冯曾担任两届联邦众议员:3。
拉冯在麦迪逊维尔的公立学校接受早期教育，他的其中一位老师就是自己年仅16岁的姐姐苏珊·伊莎贝拉·拉冯（Susan Isabella Laffoon）。15岁那年，拉冯在耕田时被骡子踢中臀部，需要在纳什维尔的一家医院住院治疗6个星期。这年冬天，他因踩到冰块滑倒而再度伤到臀部。这些伤势导致拉冯的右腿比左腿要短约4厘米，之后终其一生都需要穿上特制的鞋子，走路时要带手杖，并且一瘸一拐。拉冯的父母觉得孩子在受过这些伤后已无法靠务农为生，所以把他送到·奥布赖恩私立学校。17岁时，拉冯已在霍普金斯县查尔斯顿（Charleston）的学校从事教学工作。:4-5

## 法律事业和早期政治生涯
1886年，拉冯前往首都哥伦比亚特区与叔叔，联邦众议员波尔克·拉冯一起生活，曾一度担任养老办公室主任，法官·福克纳（C. R. Faulkner）的信使。1887年9月，他进入哥伦比亚法学院就读（弗农·吉普森称拉冯之前报读的是乔治华盛顿大学法学院）:8，后又在1888年10月17日获华盛顿与李大学录取，于1890年在该校取得法律学位:12。返回麦迪逊维尔并获得律师从业资格后，拉冯开始在法官威廉··约斯特（William H. Yost）手下从事法律工作。他成为一名积极参与政治的民主党人，并担任县选举官员:14。1892年，他战胜沃德·黑德利（Ward Headley）当选麦迪逊维尔市检察官:14。1894年，他参选霍普金斯县的县检察官，但以17票之差不敌罗伊·萨蒙（Roy Salmon）:16。
1894年1月31日，鲁比·拉冯和玛丽·“梅”·布莱恩特·尼斯贝特在麦迪逊维尔的露西尔酒店（Lucille Hotel）成婚，两人共生有3个女儿。除支持丈夫的政治事业外，梅·拉玛自己也活跃于政坛。她是1932至1960年间每届民主党全国大会的委任党代表，还曾积极参与富兰克林·德拉诺·罗斯福首次参选美国总统期间的竞选工作。为补贴家用，鲁比于1897年成为菲尼克斯保险公司驻麦迪逊维尔分公司的合伙人。1901年，他卖掉了自己拥有的公司股份，并于同年第二次参选县检察官，最终以3335票战胜得票2910的对手托马斯··芬利（Thomas E. Finley）。1905年，拉冯取得连任，成为霍普金斯县历史上首位获连任的县检察官。:14-19
1907年，拉冯参选州财务官。他在民主党初选中没有遇到对手，但在普选中与其他所有民主党候选人一起全军覆没:22。1911年，他竞选州审计员，但在初选中就败给了亨利·博斯沃思（Henry Bosworth）:24。同年，他获选成为霍普金斯县参加州民主党大会的其中一位代表:25。1912年，肯塔基州议会通过法案，在州审计员办公室下建立了州保险评级委员会，博斯沃里委任拉冯担任主席，一方面是考虑到他在保险领域的工作经验，另一方面也是奖励他对党派的忠诚:26。1915年，拉冯参选肯塔基州第四司法区的州检察官，该区包括霍普金斯县、考德威尔县、克里坦登县和利文斯顿县:27，但在初选中不敌·埃利奥特·贝克（J. Elliott Baker），不过最终赢得普选的是共和党候选人查尔斯·弗格森（Charles Ferguson）:27。
1918年9月，拉冯迁居德克萨斯州的圣安东尼奥，在此开设了一家律师事务所，并在加尔维斯敦附近经营柑橘类水果生意。他起初打算在当地长久定居，但几个月后返回肯塔基州探亲时，许多朋友都敦促他回去，所以他只在德克萨斯州住了三个月。1921年，拉冯竞选肯塔基州第四司法区法官，先是在初选中战胜来自普林斯顿的候选人特赖斯·贝内特（Trice Bennett），然后又在1921年11月8日的普选中击败来自马里昂的现任共和党法官卡尔·亨德森（Carl Henderson），并且赢得了区内所有县的多数票支持。拉冯的第一个法官任期中只有7%的裁决被肯塔基州上诉法院推翻，创下第四司法区法官裁决受上级法院认可度的新纪录。六年任期接近尾声时，拉冯又于1927年成功取得连任。:28-31, 177

## 肯塔基州州长
1931年，拉冯加入民主党州长候选人提名的争夺战:529。当时党派内部派系林立，明争暗斗，因此民主党决定通过提名大会而非初选来选择州长候选人:38-39。这场大会于1931年5月12日在列克星敦召开:44，是继1899年提名威廉·格贝尔的音乐厅大会以来肯塔基州民主党的第一次提名大会，也是1903年后举办的唯一一次提名大会:164:38。拉冯获得了党派内部包括本·约翰逊（Ben Johnson）、托马斯·雷亚（Thomas Rhea）、M·M·洛根（M. M. Logan）、艾利·杨（Allie Young）和威廉·J·菲尔兹（William J. Fields）在内的多位重量级领袖人物支持:41-42，以压倒性优势战胜包括当时的副州长小詹姆斯·布雷薩特:164:38和中央大学美式足球名将詹姆斯·“瑞德”·罗伯茨（James "Red" Roberts）在内的众多候选人得到提名。
虽然身有残疾，但拉冯还是在全州各地进行了积极的竞选。竞选期间，他在政论中穿插《圣经》段落:165。《路易斯维尔信使日报》（Louisville Courier-Journal）反对这样的竞选手法，向共和党候选人，路易斯维尔市长威廉··哈里森（William B. Harrison）表示支持:165。拉冯在竞选中承诺，自己如果当选，将会解除所有由在任州长弗莱姆··桑普森任命的共和党州政府官员职务，前共和党州长埃德温·P·莫罗称他是“从麦迪逊维尔来的那个可怕的土耳其人”（the terrible Turk from Madisonville）:165。他批评州长桑普森执政失败，还指出共和党总统赫伯特·胡佛在任时国内存在的种种问题，呼吁选民支持民主党人当选:362。最终拉冯在普选中以超过7.2万票的优势轻取对手，创下肯塔基州州长选举中得票差距的新纪录:529。
上任后不久，拉冯组织了肯塔基上校荣誉协会，这是一个旨在向曾获得过肯塔基上校荣誉称号的人提供帮助的慈善组织。担任州长期间，拉冯一共授予2368人这一荣誉称号，创下新的纪录，并且截至2014年4月仍然得以保持。他授予这一称号的人中最为知名的是哈兰德·桑德斯，后者用“桑德斯上校”之名开办了肯德基连锁快餐店。拉冯还曾授予许多电影人这一荣誉称号，包括梅·蕙丝、秀兰·邓波儿、克拉克·盖博、冰·哥罗士比、威尔·罗杰斯（Will Rogers）、弗雷德·阿斯泰尔、珍·哈露、玛丽·毕克馥、查理·卓别林、杰克·登普西（Jack Dempsey）和W·C·菲尔兹（W. C. Fields）:169。

### 争取销售税
拉冯担任州长期间，肯塔基州正陷入经济大萧条的泥潭:529，这导致他提出的多项改进建议都因缺乏足够的州预算而无法实施:529。拉冯上任第一年削减了1150万的州预算，但政府仍是入不敷出:362，州内还发行了更多的附息权证来支付债务:362。1931年，这些权证已占到州财政收入的24.2%，到了1932年更已攀升到40.2%:362。为了筹集更多的资金，拉冯于1932年提出2%的州消费税:362。这一提议在商人和普通市民中都非常不受欢迎，在州议会通过的希望也十分渺茫:362:298。1932年3月2日，约有100名反对这一税收的示威者聚众冲入州长官邸，一些物品受到损伤:77。为了让税收提案获得通过，拉冯同意将税率降至1个百分点:298。最终肯塔基州众议院通过了法案，但州参议院的一个委员会拒绝将法案呈报到全院进行表决:78。

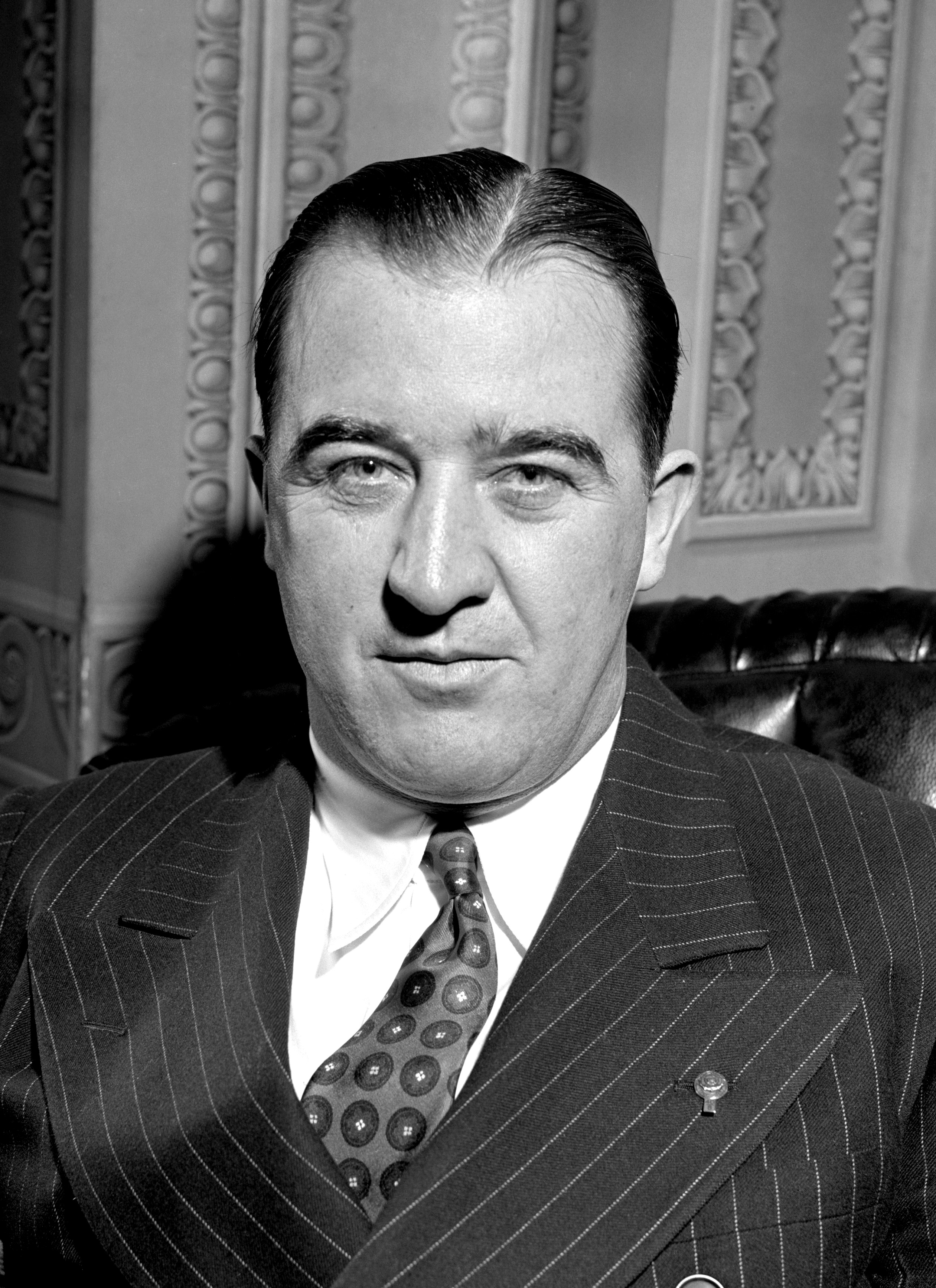
拉冯手下的副州长哈皮·钱德勒是州消费税的反对者。

州消费税的提议导致肯塔基州民主党内部出现裂痕，其中又以拉冯领导的行政部门最为突出:529。身为州参议院日常事务主持人的副州长A·B·“哈皮”·钱德勒在议会中领头反对消费税:165，公路监理专员本·约翰逊以及之前支持拉冯的艾利·杨和·丹·塔尔伯特（J. Dan Talbott）也都支持钱德勒:298。为此，拉冯在这年立法会议接近尾声时以否决700万美元拨款和一项旨在削减物业税的措施来还以颜色:165。这些因素相结合，导致整个立法会议期间通过的法案很少，只有重组公路部门、令州慈善机构委员会成为党派实体、进一步令渔猎委员会摆脱运动员的控制等几项:298。会议即将结束时还仓促通过了一项重新划分选区的法案，根据1930年美国人口普查的结果把全州由以前的11个区重划成9个区，不过反对者又利用杰利蝾螈为手段，令法案在司法部门久拖不决，以防其在1932年的国会选举时生效:82-83。这也进一步导致肯塔基州在1932年选出的所有国会议员都是委任代表:83，《路易斯维尔信使日报》因此称1932年立法会议是“肯塔基州历史上最糟糕的立法会议”:298。
面对经济危机，拉冯宣布从1933年3月1日起进入4天的银行假期:86，然后又两次把假期延长，一直到3月18日才结束:87。而对于农民有关市场价格太低的抱怨，他又在同年12月关停了白肋烟市场:165。到1932年财政年度结束时，数字显示肯塔基州仍然存在200万美元的赤字:300，即便是在总统富兰克林·德拉诺·罗福斯的新政颁布后，肯塔基州也未能获得显著的财政援助，因为该州经常连需要的配套资金也无法凑齐:529。
虽然拉冯决心要通过州消费税的法案，但他也曾发誓不会召开特别立法会议来讨论这一议题:166。不过到了1933年8月，他还是召集了特别会议讨论一项“毛收入税”，与消费税基本上是换汤不换药:300:166。约翰逊和钱德勒再次联合起来反对拉冯的计划，拉冯于是指责两人和艾利·杨、联邦众议员老约翰·Y·布朗（John Y. Brown, Sr.）是“感染州议会大厦的最阴险说客”:300。他还进一步指责这些反对自己税收方案的活动经费是由“一帮纽约犹太人”赞助的:300。最终毛收入税的法案再次遭到否决:166。
1934年立法会议期间，肯塔基州议会分裂成了三个部分:300。约三分之一的议员是共和党人，三分之一是拉冯派民主党人，另外三分之一是反拉冯派民主党人:300。拉冯和汤姆·雷亚（Tom Rhea）用承诺在共和党选区修筑新道路为筹码，与共和党人结盟:300:166。这个两党联盟成功地制订了多项惠及教育的措施，其中包括建立公立高等教育委员会、将学期延长到6个月或以上，以及强制未满16岁儿童和少年入学等:301，还通过把向每加仑（约3.785升）威士忌收取的税金从2美分提高到5美分来增加财政收入:300。拉冯的两党联盟还通过了政府重组法案，将州委员会和部门总数从69大幅缩减至24个，减少了州政府的雇员数量:301。但是，这一法案的真正目标乃是拉冯的政敌。法案中遏制了副州长和州审计员的权力，两人都是拉冯的政敌:166。这其中最为明显的一点就是解除了副州长作为州参议院议长的职务。法案还授予了州长解除任何任命的州内官员职务的权力:166。
瓦解消费税反对阵营的同时，拉冯鼓励州议员降低州财政收入和汽车税，希望以此让消费税成为唯一可行的增收来源:166。州议会通过了他的提议，拉冯于是在1934年7月召集又一次特别立法会议讨论消费税的问题:166。支持他的官员还组织了游行示威，对增加这一税目表示支持:166。与此形成鲜明对照的是，法兰克福有100名失业男子在街头游行，要求财政援助:302，其中还有些人向拉冯发出死亡威胁，为此肯塔基州国民警卫队将州长官邸团团包围起来加以保护:302。虽然反消费税势力设法将议会程序拖延了数周之久，但到会议结束时，州议会还是批准了增收3%的消费税:166。这一税收受到这样一首儿歌段子的嘲笑：“希皮到玩具店去买红色汽球，一分钱给你，一分钱给我，一分钱给鲁比·拉冯”:302。特别会议结束后，拉冯因衰竭进入疗养院接受治疗:302。
1934年，拉冯派民兵指挥官亨利·登哈特对工会在该州东部煤矿犯下的暴力罪行进行研究，结果发现“这里存在一种虚拟的恐怖统治……几乎不能容忍任何言论自由与和平集会的权利”:142。但是，拉冯重视工会的支持，所以登哈特的报告基本上默默无闻:142。

### 1935年州长选举
州长任期接近尾声之际，拉冯解除了本·约翰森的公路监理专员一职，任命汤姆·雷亚继任:166-167。此举意在将雷亚培养成下任州长:167。在两人的共同影响下，肯塔基州民主党再次选择举行提名大会而非初选来选择州长候选人:167。因为拉冯的支持者控制了肯塔基州民主党中央委员会和大部分县级政治组织，所以召开提名大会可以大幅提高雷亚的胜算:139。这次大会计划于1935年5月14日在列克星敦召开:141。
1935年1月5日，拉冯前往哥伦比亚特区与总统罗斯福会面，自称此行是为给肯塔基州争取更多的联邦援助，但反对者对此持保留意见，认为他是前去首都向总统解释，为什么州内选举缺乏初选（罗斯福曾致信肯塔基州中央委员会，鼓励他们采用初选）。根据肯塔基州宪法，拉冯不在州内时，副州长钱德勒将代理州长职务:303。2月6日，钱德勒发布公告，要求州议会于2月8日召开特别会议，讨论对所有州级公职选举需强制实行初选的法案。拉冯得知后立即赶回，于2月7日到达爱许兰并马上发布公告撤消钱德勒的要求。富兰克林县议员约翰·盖特伍德（John Gatewood）获得了一纸反对拉冯命令的禁制令，赞成初选的议员于2月8日齐集法兰克福，但人数在最初几天里都不足以达到法定人数。2月11日，6名议员要求法院对拉冯撤消之举的合法性作出宣告式判决，富兰克林县巡回法院支持了钱德勒，宣布拉冯的撤消无效，肯塔基州上诉法院（当时的州最高法院）以4比3的投票结果维持了下级法院的裁决:141-146。
肯塔基州众议院和参议院分别在2月13和14日达到法定人数:148。由于特别会议中的情况不利，拉冯提议如果初选中第一轮投票没有任何一位候选人获得过半数支持，那么将实行两轮制的初选:167。包括钱德勒在内的多人认为此举是为了对付前州长和联邦参议员J·C·W·贝克汉姆，拉冯认为他将对雷亚获得民主党提名构成威胁:148。贝克汉姆此时年势已高，所以相信两轮初选很可能会超过他的承受能力:304。单轮初选制的支持者意识到，他们无法凑够足够的选票来让法案通过，所以接受了双轮初选，拉冯也在1935年2月27日签署法案，令其正式成为法律:150。
包括雷亚和钱德勒在内，共有七人宣布竞争民主党州长提名:150-151。贝克汉姆不是候选人，他唯一的儿子在1934年底去世，全家悲痛欲绝之下，他的夫人也强烈反对丈夫再参加政治竞选:304。初选接近尾声时，拉冯患上阑尾炎，需要手术治疗，因此无法为雷亚摇旗呐喊:152。另外还有两位候选人在投票前宣布退出:153。
初选当天，民兵指挥官登哈特带领国民警卫队前往因长年存在选举暴力而臭名昭著的哈伦县。部队众人询问选民，检查票箱，还逮捕了多人。这样的做法直接违反了巡回法院法官詹姆斯··吉尔伯特（James M. Gilbert）发出的限制令，而登哈特则声称自己是根据拉冯的命令行事，他在后来的报告中表示：“我们阻止了肯塔基州历史上最精心策划、最为严重的选举舞弊行为。要是没有我们，钱德勒会（在那儿）拿到15000票。”:153。哈登特之后因涉嫌违反限制令而被捕，并受到藐视法庭罪起诉:153, 156。
雷亚在初选中得票最多，但没有超过半数:530，钱德勒得票数排在第二，于是两人进入1935年9月7日的双轮初选战:154，钱德勒战胜雷亚获得州长候选人提名:530。罗斯福总统希望民主党保持团结，避免宗派主义影响自己在1936年总统大选中的得票率，因此试图撮合拉冯和钱德勒的派别，但收效甚微:158-160。拉冯和自己担任州长期间包括雷亚在内的大部分州政府官员都脱离了民主党，转而支持共和党候选人金·斯沃普（King Swope）:368，但最终钱德勒还是得以在普选中获胜:529-530。拉冯在自己任期的最后几天里签署了多份特赦令，赦免了包括登哈特在内多名因牵涉国民警卫队干涉哈伦县初选一事而受到指控的人员:163。拉冯在任期间一共发出了560份特赦令，创下肯塔基州州长的新纪录，其中大部分是为了缓解监狱的拥挤状况。

## 晚年及逝世
拉冯在竞选州长期间曾承诺，如果当选，就不会再寻求更高的职位:40。所以在四年州长任期结束后，他就需要回归普通百姓的生活:40。钱德勒宣誓就职当天，拉冯表示：“就职典礼结束后，我就会回麦迪逊维尔，希望律师事务所到周三一大早就能够有几位客户。”:166
钱德勒上任后不久，州检察长比佛利··文森特（Beverly M. Vincent）表示，肯塔基上校的佣金发放应该在授予这一称号的州长任期结束后中止，对此拉冯积极地为自己及前任州长发出的佣金辩护。1936年4月27日，州长钱德勒和副州长基恩·约翰逊一起出席观看在俄亥俄州辛辛那提举办的一场棒球赛，担任代理州长的州参议院临时议长詹姆斯·尤金·怀斯（James Eugene Wise）再度授予已有的全部1.7万名肯塔基上校这一荣誉称号:168。
拉冯是1936年民主党全国委员会委员，但却决定不出席这年的全国大会。他选择了尤里·伍德森（Urey Woodson）来代替自己投票，但伍德森也不愿出席，将任务推给了弗雷德·文森。拉冯支持联邦参议员·洛根在1936年竞选连任，还是1940年民主党全国大会的代表。虽然担任州长期间与罗斯福总统存在分歧，但他还是支持后者竞选连任:171。
医生建议身患高血压的拉冯休息两星期不要工作，但他还是于1941年2月在犹尼昂县巡回法院担任了三天的特别主审法官:173。1941年2月17日，他因感头晕而提前从自己的律师事务所回家:173。报道称他出现了一次中风，之后虽有小幅改善但又很快再度恶化。1941年3月1日凌晨2点50分，鲁比·拉冯因病逝世，享年72岁:173-174。他下葬在麦迪逊维尔的葡萄公墓。

## 扩展阅读
- Jillson, Willard Rouse. . Kentucky Historical Society. 1932.